# Impulse Tracker
Impulse Tracker — многодорожечный музыкальный трекер (музыкальный секвенсор). Первоначально выпущенная в 1995 году Джеффри Лимом как бесплатное программное обеспечение с коммерческими расширениями, она стала одной из самых успешных программ-трекеров, а также одной последних программ-трекеров для платформы DOS.
В 2014 году, к 20-летию выпуска, его исходные тексты были опубликованы, и Impulse Tracker официально стал программой с открытым исходным кодом.

## Формат файлов
Родной для Impulse Tracker формат файлов — .IT. Он похож на старые форматы, такие как .MOD, но содержит новые дополнения, например, новые действия с нотами и эффекты.
Существует также формат .ITZ, представляеющий собой zip-файл, содержащий файл .IT.

## Использование и влияние
- Эрез Эйзен из Infected Mushroom и Shiva Shidapu начинал писать свою первую музыку в стиле транс на Impulse Tracker.[2]
- Ян Стокер использовал IT вместе с другими программами при создании музыки для версии игры The Sims 2 для Nintendo DS.[3]
- Видеоигры Pocket Tanks и Grid Wars используют IT-модули для музыкального оформления.[4]
- Различные игры компании Epic Games, такие как первый Unreal, Unreal Tournament и Deus Ex, использовали IT-модули внутри собственного контейнера «UMX».[5][6]
- Композитор видеоигр и демосценер Andrew Sega[англ.] (Necros) активно использовал Impulse Tracker во время своей активности на демосцене.
- C418 начал создавать музыку в Impulse Tracker, затем перешел на eJay[англ.], MTV Music Generator и, наконец, Ableton Live, который он использовал для написания саундтрека к Minecraft.[7]
- Транс-продюсер Шон Тайас начал свою музыкальную карьеру с Impulse Tracker.[8]
- Исполнитель Blue Stahli, работающий в жанре электроник-рок, признался, что использовал Impulse Tracker и другие трекеры раньше.[9]
- Deadmau5 начинал карьеру в середине 1990-х годов с трекеров и демосцены, под влиянием Impulse Tracker.[10]
- Machinedrum[англ.] использовал Impulse Tracker в течение многих лет, прежде чем перешёл на Ableton Live.[11]

## Сторонние плееры
Программы, поддерживающий воспроизведение .IT-модулей: Cowon jetAudio, Windows Media Player, MikMod, ModPlug Tracker, OpenMPT, Renoise, Schism Tracker, ChibiTracker, XMPlay, TiMidity, VLC, Winamp, XMMS.